# Tuzson-Berczeli Péter

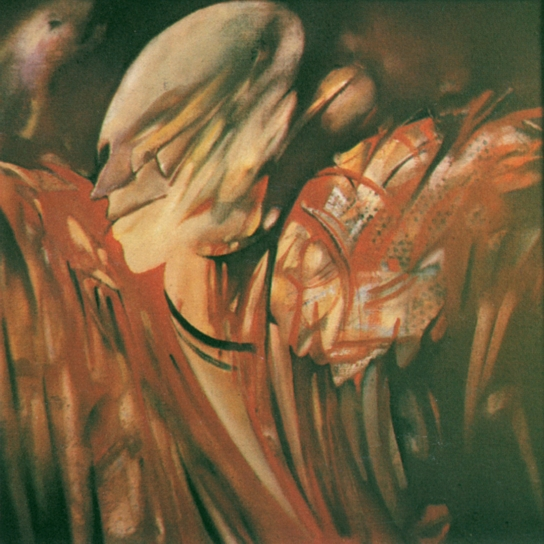
Sámán, 1989

Tuzson-Berczeli Péter (születési nevén Tuzson Péter, Marosvásárhely, 1966. augusztus 1. –) Munkácsy-díjas kortárs erdélyi magyar festőművész, grafikus.

## Élete
Tanulmányait szülővárosában kezdte meg, 1976–1980 között a Vásárhelyi Művészeti Iskola, majd 1981-1984 a Marosvásárhelyi Pedagógiai- és Művészeti Líceum növendéke volt, ahol grafikát és festészetet tanult. Erdélyi mesterei Bordi Géza, Bordi András festő fia, és Molnár Dénes voltak. 1981 óta van jelen kiállításokon, első egyéni kiállítása tizenhét éves korában, 1983-ban volt a marosvásárhelyi Apollo Galériában. Ezt követően 1985-ben Országos Festészeti Nagydíjban részesült. 1986-1989 között a Marosvásárhelyi Orvosi és Gyógyszerészeti Egyetem grafikusa volt. 1988-tól a Fiatal Képzőművészek Stúdiója Egyesület tagja lett, s marad 2001-ig. 
Házasságát követően 1989-ben még a rendszerváltást megelőzően települt át Magyarországra. Kunszentmiklósra költözött, s a Budapest Film grafikusa lett – ahol többek között Ducki Krzysztof társaságában dolgozott. Emellett folyamatosan festett, Szegeden két festészeti különdíjban is részesült. Miután 1991-ben Dunakeszire költözött, szabadfoglalkozású művész lett. 1991-1993 között a Humano Modo Alapítvány, ÚJCSAKŐ–Lehetőség Alapítvány művészeti oktatója volt. 1993-ban elvégezte Juhász Gyula Tanárképző Főiskola rajz szakát. Itteni mestere Hézső Ferenc volt. A kilencvenes években művészeti körökben országos ismertségre tett szert, tagja lett a Magyar Alkotóművészek Országos Egyesületének (MAOE) – az egykori Művészeti Alapnak, a Magyar Grafikusok Szövetségének, a Magyar Festők Társaságának, valamint a Képző- és Iparművészek Országos Szövetségének, amelynek akkor legfiatalabb tagja. 1994-ben Szekszárdon kapta meg utóbbi díját. 
Többször állított ki a Stúdió kiállításokon (például 1991-ben a Budavári Palotában), illetve az Artexpón. 1992-1993-ban a Magyar Művészet kiállításon vett részt Cipruson Bikácsi Daniela és Kass János társaságában, s további csoportos kiállításon vett részt számos nyugati országban. 1994-ben a Szépművészeti Múzeumban többek között Haris Lászlóval, Bak Imrével, Barabás Mártonnal, Regős Istvánnal és Hegedűs 2 Lászlóval együtt. 1998-ban Rómában a Magyar Kultúra Hetének művésze volt Bereményi Géza író, Bogányi Gergely zongoraművész, Eperjes Károly színművész, Sebestyén Márta énekesnő és a Muzsikás Együttes társaságában.
2001-ben fia cukorbeteg lett, ezért minden művészeti közéleti fórumról visszavonult. Bár továbbra is festett, idejét a családjának szentelte, s 2008-ban másoddiplomát szerzett a gödöllői Szent István Egyetem menedzserképző szakán. Ezt követően jelent meg fokozatosan újra a művészeti közéletben, a már megszűnt Magyar Képző és Iparművészeti Lektorátus festészeti szakértője lett, 2010-ben alapító tagja volt a dunakeszi DunArt képzőművészeti egyesületnek. 2017-ben a Magyar Művészeti Akadémia köztestületi tagja lett. Munkái újra megjelentek egyéni és csoportos kiállításokon is. 2013-ban Dunakeszi Város Közművelődési Díjában részesült, 2015-ben a Magyar Arany Érdemkereszt polgári fokozatát kapta meg „kortárs festészet értékeit gyarapító több évtizedes kiemelkedő alkotóművészeti pályája, valamint Dunakeszi város művészeti-kulturális életét gazdagító tevékenysége elismeréseként”. 2019-ben a Magyar Kultúra Lovagja címet kapta meg, többek között Farkas Bertalan űrhajós és Varga Miklós énekes társaságában.

## Művészete

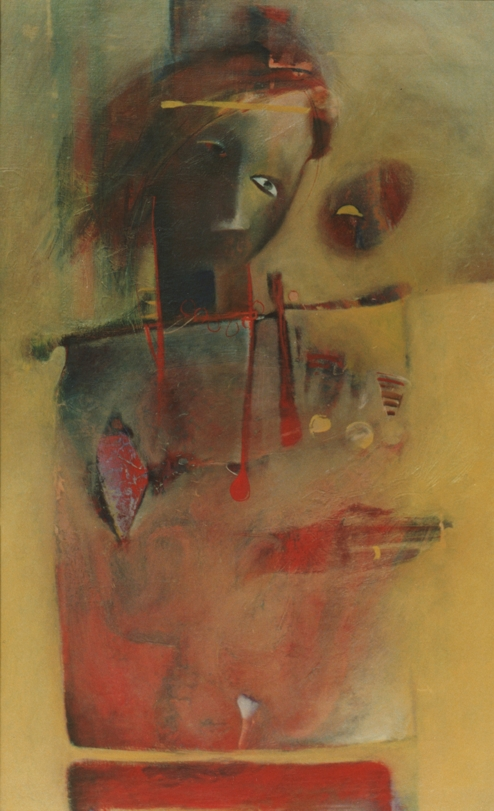
Álom, 1988

A nyolcvanas évek kezdeti alkotói periódusának jellemzője a tanulmány jellegen túlmutató karakteres, a párizsi iskola hangvételében megfogalmazott csendéletek, tájképek és portrék. Nagy hatást gyakorolt korai műveire Amedeo Modigliani festészete. (pl. A kék ruhás lány (1983), Ifjú portréja (1983), Lány kékben (1984)). 1985-ig korai, absztrakt expresszionista „lebegő objektum” képeket festett (Magnetics Fields 02 (1983), Elváltozások (1985)). 1986-tól az 1990-es évek elejéig figuratív utalású neoexpresszionista „látomások” jellemzik alkotásait. Ezeket az éveket két kromatikára tagolható időszakra lehet bontani: polikróm (Csendes nyár (1986), (Don Quijote (1986), Álom (1986)) és az ezzel szemben megfogalmazott monokróm zöld-fekete-kék képek (Távozóban (1987), Eddig és ne tovább (1987), Rituálé (1987). 
Az 1990-es évek elejétől – bár munkáiban kezdetben továbbra is megmaradt a figuratív utalás – festményei kromatikája radikális fordulatot vesz: vörös-narancs-sárga képek jelennek meg. (Sámán (1989), Az irigység sárga madara (1989, Jó reggelt napsugár (1990). 
Az évtized közepétől a figuratív gondolatot átveszi a hangsúlyossá vált forma, ami számára az intellektuális élményt jelenti, míg a szín kimondottan az érzelmi élményt. Fokozatosan jelennek meg absztrakt expresszionista jegyeket viselő alkotásai (Ilyen mese nincs is (1990), Kézirat pillangó szárnyára (1991), Rózsaszín péntek 13 (1991). Ezekben az években még olykor visszaköszön egy-egy figurális utalás az alkotásaiban (pl. Aki a napra ragyog (1992). 
1994 határozott választóvonalat képez, innen datálhatjuk a védjegyévé váló monokróm vörös pentimento éveit (Az ismeretlen Hajléktalan emlékműve (1994). Pentimento képei meghatározhatatlan térben elő- és eltűnő, név nélküli objektumok, élőlény-reminiszcenciák és folyamatok déjà vu jegyzetei. Motívumai olykor az őskori barlangrajzok mágikus célzatú festményeit, az északi sziklarajzok formavilágát hívják segítségül. A megfestett történések meghatározó állapota az áttetsző sejtetés. 
Alkotásai egyenként egy „titokzatos történet” részei, amelynek jellemzője a lebegő transzparencia. Ehhez a sajátos alkotói szemlélődéshez a pentimento jelenségben találta meg képi eszközét (ez a kémiai folyamat a festő „újragondolásának” és a festékek vegyhatásának együttes eredménye, amikor egy alkotáson a régi aláfestések felszínre kerülnek). Vörös domináns pentimento képeiben több, lazúrosan egymásra festett áttetsző réteg révén mesterségesen idézi meg a jelenség lebegő, áttetsző, sejtelmes hangulatát. Ehhez társul a sajátos formavilágának jellemző karakterisztikája. Miként korai neoexpresszionsita időszakának a figurativitása pusztán utalásszerű, itt is csak motívumtöredékekre enged következtetni: ezáltal a kép maga válik fragmentummá a „nagy egész” szempontjából. Organikus formavilágában évtizedeken át hangsúlyos maradt a harmóniában fogant természet lenyomata. Absztraktnak tűnő motívumaiban véletlenszerűen kivágott biológiai élettereket nagyít fel, amelynek során kreatív szemlélődésre hívja a befogadót, akit „alkotótársnak” tekint. Képeivel egyfajta sajátos keretet biztosít, amibe ki-ki intuíciója szerint virtuálisan „festheti bele” saját alkotását.

## Díjak, elismerések
- 1981: Dicsőszentmártoni Grafikai Műhely különdíj (Románia)
- 1985: Maros megyei képzőművészeti tárlat I. díj (Marosvásárhely), (Románia)
- 1985: VIII. Megyei Humorgrafikai Szalon elismerő díja (Marosvásárhely), (Románia)
- 1985: Országos Festészeti Nagydíj (Bukarest), (Románia)
- 1989: JGYTF TDK Festészeti I. díj (Szeged)
- 1990: JGYTF TDK Festészeti különdíj (Szeged)
- 1994: Magyar Képző és Iparművészek Szövetségének díja – Holocaust kiállítás (Szekszárd)
- 2013: Dunakeszi Város Közművelődési Díj
- 2014: Dunakeszi Város Polgármesteri Elismerés
- 2015: Magyar Arany Érdemkereszt polgári tagozata
- 2015: Magyar Alkotóművészek Országos Egyesületének szakmai elismerő díja – Harmónia kiállítás (Szentendre)
- 2017: Magyar Alkotóművészek Országos Egyesületének szakmai elismerő díja – Káosz és rend kiállítás (Szeged)
- 2018: Magyar Alkotóművészek Országos Egyesületének szakmai elismerő díja – Család kiállítás (Szentendre)
- 2019: Magyar Kultúra Lovagja
- 2019: Klikk Art Centrum Egyesület elismerő oklevele – In memoriam Ady Endre nemzetközi képzőművészeti kiállítás (Kolozsvár)
- 2019: Dunakeszi Város Polgármesteri Elismerés
- 2019: Miniszteri Művészeti Életpálya Elismerés
- 2022: Magyar Érdemrend Lovagkeresztje
- 2025: Munkácsy Mihály-díj[1]

## Szakmai tagságok
- 1988-2001: Fiatal Képzőművészek Stúdiója Egyesület (FKSE)
- 1990-1994: ÁJIN csoport
- 1991: Magyar Alkotóművészek Országos Egyesülete (MAOE)
- 1992: Magyar Képzőművészek és Iparművészek Szövetsége (MKISZ)
- 1995: Magyar Festők Társasága (MFT)
- 2001: Magyar Grafikusművészek Szövetsége (MGSZ)
- 2010: DunArt Képzőművészeti Egyesület
- 2013: Keresztény Kulturális Akadémia rendes tag (KKA)
- 2017: Magyar Művészeti Akadémia nem akadémikus köztestületi tagja (MMA)
- 2018: Hungart Egyesület, küldött
- 2019: Barabás Miklós Céh (BCM) – Kolozsvár

## Fontosabb egyéni kiállításai
- 1983: Apollo Galeria (Marosvásárhely,  Románia)
- 1984: Apollo Galeria (Marosvásárhely,  Románia)
- 1987: Hargita Megyei Múzeumhálózat – Székelyföldi Múzeumok: (Csíkszereda, Székelyudvarhely, Balánbánya,  Románia)
- 1989: Általános Művelődési Központ (Kunszentmiklós)
- 1989: Déryné Művelődési Központ (Jászberény)
- 1991: Szegedi Ifjúsági Ház, Mini Galéria (Szeged)
- 1991: Távirat Chagallnak, Chagall Galéria (Budapest)
- 1992: Vízivárosi Galéria (Budapest)
- 1992: CASUS vizsgakiállítás a Műcsarnok közreműködésével, TEMI Főv. Művelődési Háza (Budapest)
- 1992: Pitypang Iskolagaléria (Budapest)
- 1993: Minta érték nélkül, Csók István Galéria (Budapest)
- 1993: Narancs Alapítvány (Nyíregyháza)
- 1994: Magyar Országgyűlés Irodaháza, Miniszterelnöki Hivatal (Budapest)
- 1998: Lloyds Palota (Győr)
- 1998: Magyar Kultúra Hete – Róma, Piazza di Trevi, Palazzo Lazzaroni (Róma,  Olaszország)
- 1999: Kockázatok és mellékhatások tekintettében…, Komédium Galéria (Budapest)
- 1999: Fénymetszetek 1., Iso-Polis Galéria (Budapest)
- 1999: Hotel Kulturinnov Budai várnegyed, (Budapest)
- 2000: Fénymetszetek 2, Budapest Bank (Budapest)
- 2011: Újraítva, VOKE-JAMK (Dunakeszi)
- 2013: Pentimento, Magyar Kereskedelmi és Vendéglátóipari Múzeum (Budapest)
- 2014: Fragmentum, DunArt Galéria (Dunakeszi)
- 2014: Szimmetrikus népmesék – Auchan Hipermarket, Könyv Osztály (Dunakeszi)
- 2015: Változatlan, Udvarház Galéria (Veresegyház)
- 2016: Félúton, DunArt Galéria (Dunakeszi)
- 2018: Ami mögötte van…, Vörösmarty Művelődési Ház, Szalkai terem (Fót)

## Csoportos kiállításai
| - 1981: Studium I. - Kultúrpalota - UAP Art Nouveau Galéria (Marosvásárhely, Románia) - 1982: Studium II. - Kultúrpalota - UAP Art Nouveau Galéria (Marosvásárhely, Románia) - 1983: Studium III. - Kultúrpalota - UAP Art Nouveau Galéria (Marosvásárhely, Románia) - 1985: Maros Megyei Tárlat - Kultúrpalota, UAP Art Nouveau Galéria (Marosvásárhely, Románia) - 1985: Dalles Galeria (Bukarest, Románia) - 1985: VIII. Humorgrafikai Megyei Szalon - Kultúrpalota - UAP Art Nouveau Galéria (Marosvásárhely, Románia) - 1987: Marosvásárhelyi Téli Tárlat - Kultúrpalota - UAP Art Nouveau Galéria (Marosvásárhely, Románia) - 1987: Humorgrafikai Országos Szalon - Kultúrpalota - UAP Art Nouveau Galéria (Marosvásárhely, Románia) - 1988: D’Annunzio M. Citta di Pescara (Pescara, Olaszország) - 1989: Zene kisgrafika - Ex Libris. Stedelijk Museum (Sint-Niklaas, Belgium) - 1989-1991: Euro-Kartoenale (Kruishoutem, Belgium) - 1989: Galleria Tuttagrafica (Torino, Olaszország) - 1989: International Cartoon Contest (Bordighera, Olaszország) - 1989: Marostica humorgrafika - Castello Inferiore (Vicenza, Olaszország) - 1989: Nasreddin Hodja Humorgrafikai Festival (Isztambul, Törökország) - 1990: FKSE Stúdió ’90, Ernst Múzeum (Budapest) - 1990: Áprilisi Dobbantás - Forrás Szálló (Szeged) - 1990: FÜMOSZ - Milleau International Galeria (Budapest) - 1990: ÁJIN Csoport - Víziváros Galéria (Budapest) - 1990: XXVII. Alföldi Tárlat, Munkácsi Múzeum (Békéscsaba) - 1990: Marostica humorgrafika - Castello Inferiore (Vicenza, Olaszország) - 1990: Nasreddin Hodja Humorgrafikai Festival (Isztambul, Törökország) - 1991: FKSE Stúdió ’91, Budavári Palota, (Budapest) - 1991: Zsidó Kultúra Napja - Marczibányi Téri Művelődési Központ (Budapest) - 1991: Euro Kartoenale (Kruishoutem, Belgium) - 1991: V. Avantgarde - JATE Klub (Szeged) - 1992: VI. Avantgarde - Móra Ferenc Múzeum (Szeged) - 1992: Májusi dobbantás - Forrás Szálló (Szeged) - 1992: FKSE Stúdió '92 - Ernst Múzeum (Budapest) - 1992: Magyar Művészet, Peter’s Gallery (Limassol, Ciprus) - 1993: Rasszizmus-Rosszizmus - Chagall Galéria (Budapest) - 1993: XXII. Salgótarjáni Tavaszi tárlat (Salgótarján) - 1993: Móra Ferenc Múzeum (Szeged) - 1993: Art Ma, Közlekedési Múzeum (Budapest) - 1993: Magyar Művészet Ma, (Nicosia, Ciprus) - 1993: FKSE Művészek, Imatra, Nurmesz (Kuopio, Finnország) - 1993: FKSE Stúdió ’93, Budapest Galéria (Budapest) - 1994: Keresztény Művészet- Schloss Mittersill (Mittersill, Ausztria) - 1994: Artexpo '94 - Hungexpo (Budapest) - 1994: Tavaszi tárlat, Petőfi Csarnok (Budapest) - 1994: I. Országos Színesnyomat Grafika - Művészetek Háza (Szekszárd) - 1994: Táblafestészeti Triennálé, Móra Ferenc Múzeum (Szeged) - 1994: Betűvetés I. Miskolci Galéria (Miskolc) - 1994: Holocaust Művészetek Háza (Szekszárd) - 1994: Piranéző, Szépművészeti Múzeum (Budapest) - 1994: Európa elrablása, Vigadó Galéria (Budapest) - 1995: Artexpo '94 - Hungexpo (Budapest) - 1995: Változatok a rendre, Nyugat Irodalmi Múzeum (Budapest) - 1995: III. BÁV aukció (Budapest) - 1995: Debreceni nyári tárlat - Kölcsey Központ (Debrecen) - 1996: Minimal Art, Csontváry Galéria (Budapest) - 1996: Artexpo '96 - Hungexpo (Budapest) - 1996: XV. Akvarell Biennálé (Eger) - 1996: Debreceni nyári tárlat - Kölcsey Központ (Debrecen) - 1996: Gyökerek - Művészetek Háza (Szekszárd) - 1996: MGSZ Kisgrafika, Újpest Galéria (Budapest) - 1996: Különös nyomatok, Vigadó Galéria (Budapest) - 1996: Házat Hazár kortárs aukció, Grassalkovich-kastély (Gödöllő) - 1997: II. Színesnyomat Biennálé - Művészetek Háza (Szekszárd) - 1997: III. Európai mail-art, Vasary Múzeum (Kaposvár) - 1998: MGSZ Mail Art, Újpest Galéria (Budapest) - 1998: XVI. Akvarell Biennálé, Dobó István Múzeum (Eger) - 1998: Pest-Buda 125, Lánchíd-Alagút (Budapest) - 1998: XV. Debreceni Nyári tárlat (Debrecen) - 1998: SZent György Ex Libris ’98 (Albenga, Olaszország) - 1998: Fax for pace - Mail Art ’98 (Udine, Olaszország) - 1998: Ecce Homo, Vigadó Galéria (Budapest) - 1999: Artexpo '99 - Hungexpo (Budapest) - 1999: „Vízár & Víz-zár”, Vasarely Múzeum (Budapest) - 1999: I. Dunakeszi Nyári Tárlat - Magyarság Galéria VOKE JAMK (Dunakeszi) - 2000: „Westárlat”, Vista Központ (Budapest) - 2000: XX. Miskolci Grafikai Biennálé (Miskolc) - 2000: XVII. Akvarell Biennálé, Dobó István Múzeum (Eger) - 2000: „Szín-Tér 2000”, Olof Palme Ház (Budapest) - 2000: Pest Megyei Tárlat 2000, Művészeti Malom (Szentendre) - 2000: Millenniumi Nyári Szalon, Olof Palme Ház (Budapest) - 2000: XV. Debreceni Nyári Tárlat (Debrecen) - 2000: III. Színesnyomat Biennálé, Művészetek Háza (Szekszárd) - 2000: Matricák 2000, Vigadó Galéria (Budapest) - 2000: Akkor és Most, Magyar Festők Társasága, Csepel Galéria (Budapest) - 2000: Váltó-Tér, a Magyar Grafikáért Alapítvány Gyűjteménye, MSZH Galéria (Budapest) - 2000: IV. Elektrografikai Biennálé (Rzeszów, Lengyelország) - 2001: Kortárs Művészeti Átverés, Magyar Kultúra Háza (Budapest) - 2001: MFT Vonzás - Újlipótvárosi Klub Galéria (Budapest) - 2001: Pest megyei téli Tárlat, Madách Imre Művelődési Központ (Vác) - 2002: Tavaszi kortárs aukció, Budapest Galéria (Budapest) - 2002: XXI. Miskolci Grafikai Biennálé - Herman Otto Múzeum (Miskolc) - 2002: Tendenciák, Művészetek Háza (Szekszárd) - 2002: 21. századi…, Művészeti Malom (Szentendre) - 2003: IV. Országos Színesnyomat Biennálé, Művészetek Háza (Szekszárd) - 2005: Freedom, II. Nemzetközi Mail-Art kiállítás, Debreceni Egyetem (Debrecen) - 2007: V. Elektrografikai Biennálé (Rzeszów, Lengyelország) - 2008: Ikar Art Gallery (Szófia, Bulgária) - 2008: Kortárs Aukció, Táncszínház Galéria, Axio Art (Budapest) - 2008: XXV. Nemzetközi AYDIN Dogan Rajzfesztivál (Isztambul, Törökország) - 2008: Kisgrafika 2008, Újpest Galéria (Budapest) - 2008: Goyang Nemzetközi Fesztivál, Oulim Museum (Kojang, Dél-Korea) - 2009: Fax for Peace, Instituto Superiore, (Spilimbergo, Olaszország) - 2009: Nemzetközi Grafikai Triennálé (Bitola/Prilep/Reszen/Szkopje/Stip, Észak-Macedónia) - 2009: XII. Nyári Tárlat, VOKE (Dunakeszi) - 2009: A mai nap, Csepel Galéria, Művészetek Háza (Budapest) - 2010: XIII. Nyári Tárlat, VOKE (Dunakeszi) | - 2010: Kisképek II. Nemzetközi kiállítás (Szabadka/Horgos/Topolya/Zobor/ Ada/Temerin, Szerbia) - 2011: (Zenta, Szerbia) - 2011: Jel-képeink 21. Csoma kiállítás, Városi Képtár (Kovászna, Románia) - 2011: XXI. Debreceni Nyári Tárlat (Debrecen) - 2011: XIV. Nyári Tárlat, VOKE (Dunakeszi) - 2011: Dunakeszi Feszt Művészetek utcája – Dunakorzó (Dunakeszi) - 2011: Négyek+… Művelődési ház (Nagymaros) - 2011: DunArt 41. Művészeti Napok, VOKE JAMK (Dunakeszi) - 2011: Kortárs Aukció, Táncszínház Galéria, Axio Art (Budapest) - 2011: Kis téli tárlat, Amaltheia Galéria (Verőce) - 2011: Kisképek III. Nemzetközi kiállítás (Szabadka/Horgos/Topolya/Zobor/Ada/ Temerin/Zenta/Újvidék/Bezdán/Óbecse/Bácskossuthfalva/Bajmok/Magyarkanizsa, Szerbia) - 2012: Nemzetközi Grafikai Triennálé (Bitola, Észak-Macedónia) - 2012: Szakrális tér, Városi Képtár (Kovászna, Románia) - 2012: Sissi Mail Art, Florean Múzeum, (Nagybánya, Románia) - 2012: XV. Nyári Tárlat VOKE (Dunakeszi) - 2012: Halhatatlan…, Könyvtár Galéria (Zebegény) - 2012: Dunakeszi Fesz, Művészetek utcája – Dunakorzó (Dunakeszi) - 2012: Dunart II, VOKE JAMK (Dunakeszi) - 2012: Színek-Vonalak-Irányok, Nemzetközi Táncszínház Galéria (Budapest) - 2013: Matricák ’12 Elektrografikai Alkotások IV. Nemzetközi Kiállítása Art9 Galéria (Budapest) - 2013: Megtartó oszlopok, Városi Képtár (Kovászna, Románia) - 2013: Önarczképek, Arcis G, Nádasdy-vár (Sárvár) - 2013: Trans-Paris Express, Hommage a Mondrian, La Pagode (Párizs, Franciaország) - 2013: FIFE ’13 Paris video projekt, La Pagode (Párizs, Franciaország) - 2013: XVI. Nyári Tárlat, VOKE (Dunakeszi) - 2013: Álmatlanság Land art video, Sátor, Rozsály-hegy (Rozsály-hegy, (Máramaros), Románia) - 2013: XVI. Nyári Tárlat, VOKE (Dunakeszi) - 2013: Ars Sacra, Bartók Béla Unitárius templom (Budapest) - 2013: Ars Sacra, Katolikus templom (Fót) - 2013: Négy elem, Olof Palme Ház (Budapest) - 2013: Lépések, Magyarság Galéria (Dunakeszi) - 2013: Szín-Kép-Rajz, Nemzeti Táncszínház Galéria-Axioart (Budapest) - 2014: Remarque, V. Nemzetközi Mail Art, Herman Ottó Múzeum (Miskolc) - 2014: Képszonettek III. Mega-Pixel Elektrografika, Fuga Építészeti Központ (Budapest) - 2014: Költők tavasza, video projekt, ICR (Párizs, Franciaország) - 2014: Kívül-belül, Dobozkiállítás, Vizivárosi Galéria (Budapest) - 2014: Tavaszi tárlat, DunArt Galéria (Dunakeszi) - 2014: Nyomok, Városi Képtár (Kovászna, Románia) - 2014: Labirintus, Ferenczy Múzeum – Művészet Malom (Szentendre) - 2014: XVII. Nyári Tárlat, VOKE JAMK (Dunakeszi) - 2014: Dunakeszi Feszt (Dunakeszi) - 2014: DunArt Őszi Tárlat, Magyarság Galéria (Dunakeszi) - 2014: IV. Kisképek Nemzetközi Kiállítás (Szabadka/Topolya/Zenta, Szerbia) - 2014: Duna, MANK Galéria (Szentendre) - 2014: Mail Art ’14, Incline Gallery, (San Francisco, Amerikai Egyesült Államok) - 2015: Járjatok…, Credo Ház (Vác) - 2015: Arc-Arcok, Városi Képtár (Kovászna, Románia) - 2015: Tavaszi tárlat, DunArt Galéria (Dunakeszi) - 2015: Itt és most-képzőművészet, Nemzeti Szalon ’15 Tár.hely projekt – Műcsarnok (Budapest) - 2015: Szülőföld, Kortárs Galéria, Vermes-villa (Dunaszerdahely, Szlovákia) - 2015: XVIII. Nyári Tárlat, VOKE JAMK (Dunakeszi) - 2015: MFT 20, Jubileumi tárlat, Fuga Építészeti Központ (Budapest) - 2015: Kortárs... - Sigil Galéria (Nagymaros) - 2015: V. Dunakeszi Feszt - Katonadomb (Dunakeszi) - 2015: Ars Sacra - DunArt Galéria (Dunakeszi) - 2015: Művészek tükrében, DunArt, Magyarság Galéria (Dunakeszi) - 2015: Harmónia, MűvészetMalom (Szentendre) - 2015: Szülőföld, MANK Galéria (Szentendre) - 2016: Szárnyalás, Városi Képtár (Kovászna, Románia) - 2016: V. Kisképek Nemzetközi Kiállítás (Szabadka/Topolya/Zenta/Ada, Szerbia) - 2016: Hamis projekt, Medio Monte (Felsőbánya, Románia) - 2016: XIX. Nyári Tárlat, DunArt Galéria (Dunakeszi) - 2016: VI. Dunakeszi Feszt (Dunakeszi) - 2016: 60, Babits Mihály Kulturális Központ (Szekszárd) - 2016: Utak, Kortárs Galéria, Vermes-villa (Dunaszerdahely, Szlovákia) - 2016: R_evue VI. Nemzetközi Mail Art (Miskolc) - 2016: Utak, MANK Galéria (Szentendre) - 2016: Ars Sacra - DunArt Galéria (Dunkaeszi) - 2016: Múzeumok Éjszakája - DunArt Galéria (Dunakeszi) - 2017: Fény és árnyék, Városi Képtár (Kovászna, Románia) - 2017: 34. Salgótarjáni Tavaszi Tárlat, Dornyay Béla Múzeum (Salgótarján) - 2017: Dunakeszi 40, Pest Megyei Kormányhivatal (Budapest) - 2017: Nyári tárlat, DunArt Galéria (Dunakeszi) - 2017: XX. Nyári Tárlat, VOKE JAMK (Dunakeszi) - 2017: Dunakeszi Feszt (Dunakeszi) - 2017: Boron innen, boron túl, Babits Mihály Kulturális Központ (Szekszárd) - 2017: Kapu, Kortárs Galéria, Vermes-villa (Dunaszerdahely, Szlovákia) - 2017: Bartók operafesztivál, Herman Otto Múzeum (Miskolc) - 2017: Luther kincse, Nemzetközi Mail Art, Református templom (Avas) - 2017: Kapu, MANK Galéria (Szentendre) - 2017: Káosz és rend, REÖK Palota (Szeged) - 2018: DunArt Téli Tárlat, Magyarság Galéria (Dunakeszi) - 2018: Sorsok, Városi Képtár (Kovászna, Románia) - 2018: Karátson Gábor emlékezete, Fuga Építészeti központ (Budapest) - 2018: XXI. Nyári Tárlat, VOKE JAMK (Dunakeszi) - 2018: Dunakeszi Feszt (Dunakeszi) - 2018: Magyar-Lengyel barátság 1000 éve, ÓL Galéria/Dual Art Galéria (Budapest/Dörgicse) - 2018: DualArt Galéria (Budapest) - 2018: Keresztmetszet, Gaál Imre Galéria, Pesterzsébeti Múzeum (Budapest) - 2018: Leltár 2018, Művészettörténeti Tanszék, SZTE JGYPK (Szeged) - 2018: VI. Kisképek Kárpát-medencei Nemzetközi Kiállítás (Szabadka/Topolya/Ada/Magyarkanizsa, Szerbia) - 2018: Család, Kortárs Galéria Vermes-villa (Dunaszerdahely, Szlovákia) - 2018: Kis-Kép-Szalon, MKISZ Galéria (Budapest) - 2018: Család, MANK Galéria (Szentendre) - 2019: Lengyel-Magyar Barátság 1000 éve - Magyar Főkunzulátus, (Krakkó/Tarnów/Katowice, Lengyelország) - 2019: DunArt Tavaszi nyitány - Magyarság Galéria VOKE JAMK (Dunakeszi) - 2019: Lengyel-Magyar Barátság 1000 éve - Kortárs Galéria Vermes-villa (Dunaszerdahely, Szlovákia) - 2019: Csoda Csoma tárlat - Városi Képtár, (Kovászna, Románia) - 2019: 35. Salgótarjáni Tavaszi Tárlat - Dornyai Béla Múzeum (Salgótarján) - 2019: Letter Poem SISSI - Kultúrpalota - UAP Art nouveau Galéria (Marosvásárhely, Románia) - 2019: XL. Szegedi Nyári Tárlat - REÖK Palota (Szeged) - 2019: XXII. Dunakeszi Nyári Tárlat - Magyarság Galéria VOKE JAMK (Dunakeszi) - 2019: In Memoriam Ady - Apáczai Galéria (Kolozsvár/Újtorda/Kalotaszentkirály/Marosvásárhely, Románia) - 2019: Kortárs Rákóczi változatok - ÓL Galéria (Dörgicse) - 2019: In Memoriam Paul Klee - Kortárs Galéria (Tatabánya) - 2019: IX. Dunakeszi Feszt - Katonadomb (Dunakeszi) - 2019: Kortárs RÁkóczi változazok - Hegyvidék Kulturális Szalon, Budapest Collegium Hungaricum (Bécs, Ausztria) - 2019: MAOE Dimenziók - REÖK Palota (Szeged) - 2019: MAOE Ihlet - Kortárs Magyar Galéria, Vermes-villa (Dunaszerdahely, Szlovákia) - 2019: Belső táj - Udvarház Galéria (Veresegyház) - 2019: MAOE Ihlet - MANK Galéria (Szentendre) |

## Alkotások közintézményekben és jelentősebb gyűjteményekben
- Művelődési Ház, Székelyudvarhely ( Románia)
- Hargita Megyei Múzeumhálózat – Nagy Imre Képtár, Csíkszereda ( Románia)
- Museo dell’ Informazione, Senigallia ( Olaszország)
- Museo D’Annunzio, Pescara ( Olaszország)
- Stedelijk Museum, Sint Niklaas ( Hollandia)
- Inthera AG, Budapest
- AG.M. Loucaides & Sons Ltd., Limassol ( Ciprus)
- Central Creditbank AG, Bécs ( Ausztria)
- BKD Dresdner Bank, Budapest
- Haris gyüjtemény
- Kristály kastély, Hatvan
- Hofmann Schneider Gmbh ( Németország)
- EDF Rt., Magyar Grafikáért Alapítvány gyűjteménye Budapest
- Oulim Nuri Arts Center, Goyang ( Dél-Korea)
- Vörösmarty Művelődési Ház, Fót
- magángyűjteményekben: Hollandia, Belgium, Franciaország, Amerikai Egyesült Államok, Horvátország, Németország, Olaszország és Románia

## Alkotások humanitárius és szakmai célú felajánlása
- 1990: Jótékony célú műtárgy felajánlás – Szegénységellenes Hétvége, Újpesti Családsegítő Központ, Budapest;
- 1990: Jótékony célú műtárgy felajánlás a FÜMOSZ – BARSA Alapítvány javára, Budapest;
- 1991: Jótékony célú műtárgy felajánlás a Családi Szolgálatok Ligája Alapítvány javára, Budapest,
- 1991: Jótékonysági kiállítás down-kóros gyerekek javára Humano Modo Alapítvány – Vízivárosi Galéria, Budapest;
- 1993: Jótékony célú műtárgy felajánlás a kortárs művészet támogatására – Art-Ma Alapítvány, Budapest;
- 1993: Jótékony célú műtárgy felajánlás a fiatal tehetségek támogatására – Nemzetközi Művészeti Stílus Alapítvány, Budapest;
- 1993: Jótékony célú műtárgy felajánlás gyermek- és ifjúsági közösségek támogatására – Ezredforduló Alapítvány, Budapest,
- 1994: Jótékony célú műtárgy felajánlás a hazai nemzeti-etnikai kisebbségi szervezetek támogatására – Magyarországi Nemzeti és Etnikai Kisebbségekért Közalapítvány, Budapest;
- 1996: Jótékonysági árverés a magyar olimpikonok támogatására – Budapest Sportcsarnok, Budapest;
- 1997: Jótékonysági árverés a Házat-Hazát program, a rászoruló fiatalok lakásépítésének javára – Grassalkovich-kastély, Gödöllő;
- 1998: Jótékony célú műtárgy felajánlás a szombathelyi Markusovszky Kórházért rendezett olaszországi rendezvénysorozat kiadványának javára – Nemzetközi Művészeti Stílus Alapítvány, Budapest;
- 1999: Jótékonysági árverés az árvízkárosultak javára, Magyar Máltai Szeretetszolgálat – Vasarely Múzeum, Budapest;
- 2001: Jótékonysági árverés a szívbeteg gyerekek javára – „Tiszta Szívvel” a beteg Gyermekekért Alapítvány – Budai Vár, Budapest;
- 2002: Jótékonysági árverés a szívbeteg gyerekek javára – „Tiszta Szívvel” a Beteg Gyermekekért Alapítvány – Budapest Galéria, Budapest;
- 2008: Jótékonysági árverés a MKISZ javára – Axioart Nemzetközi Műkereskedelmi Portál, Budapest;
- 2010: Vajdasági jótékonysági árverés a Szabadkai Képző, Ipar- és Formatervezők Egyesületének javára, Szabadka ( Szerbia);
- 2011: Jótékonysági árverés a MKISZ javára – Axioart Nemzetközi Műkereskedelmi Portál, Budapest;
- 2012: Jótékonysági árverés a MKISZ javára – Axioart Nemzetközi Műkereskedelmi Portál, Budapest;
- 2012: Vajdasági jótékonysági árverés a Szabadkai Képző, Ipar- és Formatervezők Egyesületének javára, Szabadka ( Szerbia);
- 2013: Jótékonysági árverés a MKISZ javára – Axioart Nemzetközi Műkereskedelmi Portál, Budapest;
- 2013: Jótékony célú műtárgy felajánlás a DunArt Képzőművészeti Egyesület működésének javára, Dunakeszi;
- 2014: Vajdasági jótékonysági árverés a Szabadkai Képző, Ipar- és Formatervezők Egyesületének javára, Szabadka ( Szerbia);
- 2014: Jótékony célú műtárgy felajánlás a DunArt Képzőművészeti Egyesület működésének javára, Dunakeszi;
- 2015: Jótékony célú műtárgy felajánlás a DunArt Képzőművészeti Egyesület működésének javára, Dunakeszi;
- 2016: Vajdasági jótékonysági árverés a Szabadkai Képző, Ipar- és Formatervezők Egyesületének javára, Szabadka ( Szerbia);
- 2016: Jótékony célú műtárgy felajánlás a Dunakeszi Farkas Ferenc Zenei Alapfokú Művészeti Iskola zenei verseny díjazottjának javára, Dunakeszi;
- 2018: Vajdasági jótékonysági árverés a Szabadkai Képző, Ipar- és Formatervezők Egyesületének javára, Szabadka ( Szerbia).

## További irodalom
- Wehner Tibor: Tuzson-Berczeli Péter; HUNGART Vizuális Művészek Közös Jogkezelő Társasága Egyesület, Budapest, 2021

BIBLIOGRÁFIA:
- MOLNÁR Dénes: Nem középiskolás fokon – Vörös Zászló 1984. április 11. (Románia)
- MOLNÁR Dénes: Megnyitószöveg – Művelődési Ház, Székelyudvarhely 1987. április 26. (Románia)
- MOLNÁR Dénes: Legfiatalabb alkotónemzedék – Ifjúmunkás 1988. május 28. (Románia)
- LOSONCI Miklós: Szentendréről indultak – Váci Hírlap 1989. augusztus 30.
- POGÁNY Ödön Gábor: Tuzson–Berczeli Péter bemutatkozása – Petőfi Népe 1989. szeptember 14.
- POGÁNY Ödön Gábor: Mesterség és látomás – A céh 1990. március 11.
- PACSIKA Emília: Fénnyel írt látomás – Délmagyarország 1991. február 21.
- HAVAS Henrik: Megnyitószöveg – Chagall Galéria, Budapest1991. június 3.
- PACSIKA Emília: Tuzson–Berczeli Péter kiállítása – Élet és Irodalom 1991. június 14.
- EMBER Mária: Tuzson–Berczeli Péter képei – Magyar Nemzet 1991. június 28.
- SZEGŐ György: Szem és szív – Magyar Nemzet 1991. december 30.
- KÁDÁR Miklós: Megnyitószöveg – TEMI Fővárosi Művelődési Háza, Budapest 1992. május 4.
- KULTÚRA rovat: Tuzson–Berczeli Péter kiállításáról – Élet és Irodalom, 1992. október 3.
- WEHNER Tibor: Megnyitószöveg – Pitypang Iskolagaléria, Budapest, 1992. október 30.
- SZEGŐ Krisztina: Az irigység sárga madara – Boom Magazin 1992. december
- WEHNER Tibor: Homálylik – Új Művészet 1993. május
- MOLNÁR Dénes: Műterem – Ifjúsági Fórum 1993. június 23. (Románia)
- LÁSZLÓ Levente: Őszi leltár – Kurír 1993. szeptember 23.
- POGÁNY Gábor: Megnyitószöveg – Csók István Galéria, Budapest 1993. szeptember
- CZÉRE Andrea: Piranéző – Piranesi Parafrázisok katalógus – Szépművészeti Múzeum 1994
- POGÁNY Gábor: Európa elrablása katalógus előszó – Vigadó Galéria 1994. augusztus 15.
- KOVÁTS Albert: Örömteli jelenség – Beszélő 1995. május 11.
- WEHNER Tibor: Rendváltozatok – Élet és Irodalom 1995. május 19.
- MECHINI Lucchese: Giovanne pittore – TimeOut Roma 1998. november 11. (Olaszország)
- FELEDI Balázs: Kockázatok és mellékhatások… – Belváros-Lipótváros. 1999. május 14.
- MARKÓJA Csilla: Tuzson–Berczeli Péter szócikk – Kortárs Magyar Művészeti Lexikon 2001
- GOLOVICH Lajos: Tuzson „pillangója” – nem publikált tanulmány, 2001. június 15.
- Kölcsey Ferenc Könyvtár: Tuzson szócikk – Ki kicsoda Dunakeszin 2002
- KOLLÁR Albin: Megnyitószöveg – Magyarság Galéria VOKE JAMK, Dunakeszi 2011. január 22.
- KATONA M. István: A”Újraírva” – Ünnepi tárlat – Dunakanyar Régió, 2011. február
- VETÉSI Imre: A magyar Kultúra Napját ünnepeltük – Dunakeszi Polgár 2011. február
- MACZKAY Zsaklin: Tuzson titokzatos képein… – DunakanyArt Kulturális Magazin, 2012. október 11.
- KATONA M. István: Vendégségben – Dunakeszi Polgár 2012. október
- KATONA M. István: A festőművész elismerése – Dunakeszi Polgár, 2013. február
- VÁNDOR Gábor: Tuzson a Keresztény Kulturális Akadémia tagja lett – DunakanyArt Kulturális Magazin, 2013. február 5.
- VETÉSI Imre: Városi kitüntetés a legjobbaknak – Dunakeszi Polgár, 2013. április
- B. SZENTMÁRTONI: Tuzson-Berczeli Péter rendhagyó kiállítása – Dunakanyar Régió Online, 2014. január 24.
- KATONA M. István: Múzeumok éjszakája Dunakeszin – Dunakeszi Polgár, 2014. július
- KATONA M. István: Múzeumok éjszakája Dunakeszin – Dunakanyar Régió 2014. június 26.
- VETÉSI Imre: Tuzson–Berczeli Péter Magyar Arany Érdemkereszt kitüntetésben részesült – Dunakanyar Régió Online, 2015. március 14.
- KATONA M. István: Fragmentumok – egy kitüntetés margójára – Dunakeszi Polgár 2015. április
- VETÉSI Imre: A város büszkeségei – Dunakeszi Polgár 2015. június
- VERÉB József: Változatlan – Veresi Krónika 2015. június
- B. SZENTMÁRTONI: Dunakeszi alkotót is országos szakmai elismerő díjban részesítettek – Dunakanyar Régió Online, 2015. december 6.
- B. SZENTMÁRTONI: Dunakeszi alkotó országos szakmai elismerése – Dunakanyar Régió, 2015. december 10.
- KOCH Mária: A termékeny, örökös kétely elengedhetetlen – 40Plusz.hu Media Nexus, 2016. március 13.
- TUZSON Bence: Köszöntőszöveg – DunArt Galéria, Dunakeszi 2016. április 22.
- DUNAKESZIPOST: Tuzson–Berczeli Péter kiállítása – Dunakeszi Post online 2016. április 23.
- BAKY Péter: Megnyitószöveg – DunArt Galéria, Dunakeszi 2016. április 22.
- KATONA M. István: Félúton – Dunakeszi Polgár 2016. május
- B. SZENTMÁRTONI: Tuzson–Berczeli Péter festőművész újabb szakmai sikere – Dunakanyar Régió Online, 2017. április 9.
- DUNAKESZIPOST: Tuzson–Berczeli Péter az MMA nem akadémikus tagja lett – Dunakeszi Post online 2017. április 12.
- B. SZENTMÁRTONI: Tuzson–Berczeli Péter dunakeszi festőművész idén is a MAOE országos szakmai díjazottjai között – Dunakanyar Régió Online, 2017. október 9.
- SZUPERINFO: Tuzson–Berczeli Péter festőművész ismét rangos elismerésben részesült – SzuperInfo, 2017.október 13.
- B. SZENTMÁRTONI: Tuzson–Berczeli Péter festőművész idén is MAOE díjazott – Dunakanyar Régió, 2017. november 2.
- PALÁSTI Béla: Tuzson–Berczeli Péter kiállítása – Fóti Hírnök, 2018. május
- WINDHAGER Károly: Vörös képek festője – Dunakanyar Régió 2018. május 17.
- B. SZENTMÁRTONI: Újabb nívós szakmai díjjal ismerték el Tuzson–Berczeli Péter tehetségét – Dunakanyar Régió 2018. december 7.
- DUNAKESZIPOST: Lovag lett a dunakeszi festőből – Dunakeszi Post online 2019. január 20.
- B. SZENTMÁRTONI: Lovaggá avatott festőművész – Dunakanyar Régió 2019. január 24.
- REGION Csoport: Dunakeszi festő lett a kultúra lovagja – PestPilis, 2019. január 29.
- PÁL Piroska: Lovaggá avatták a marosvásárhelyi gyökerű festőt – Központ, 2019. február 7.
- B. SZENTMÁRTONI: Lovaggá avatott festőművész – Dunakeszi Polgár, 2019. február
- SAJTÓSZÓVIVŐ: Dunakeszi művész alkotása a XL. Szegedi Nyári Tárlaton, Dunakeszi a Mi városunk online, 2019. június 30.
- DUNAKESZIPOST: Dunakeszi festőművész visszatér szülőföldjére – Dunakeszi Post online 2019. július 14.
- VETÉSI Imre: Tuzson–Berczeli Péter kolozsvári sikere – Dunakanyar Régió online, 2019. augusztus 22.
- VETÉSI Imre: Akit Erdély mindig visszavár – Dunakeszi Polgár, 2019. szeptember
- B. SZENTMÁRTONI: Fekete Péter – Nincs mértékegység… Dunakanyar Régió Online, 2019. november 29. / Dunakanyar Régió 2019. december 5.
- B. SZENTMÁRTONI: Művészeti Életpálya Elismerésben részesült Tuzson-Berczeli Péter – Dunakeszi Polgár, 2019. december

ELEKTRONIKUS HÍRKÖZLŐ ÉS MÉDIA MEGJELENÉS:
- KŐSZEGI Gábor: Kockázatok és mellékhatások tekintettében című Tuzson kiállítás, telefonos rádióriport – Calypso Rádió. 15” 20’1999. május 7.
- BOJTOS György: Déryné Művelődési Központ Tuzson kiállítás híradás – Jászberény TV, 4”19’ 1990
- Szegedi Ifjúsági Ház, Mini Galéria Tuzson kiállítás híradás – Szegedi körzeti TV, 14” 31’ 1991. február 21.
- DOBAY Márta: Egy kiállítás képei – Tuzson hipermarket tárlat, helyszíni riport – Telekeszi TV, 4” 41’ 2014. február 8.
- DOBAY Márta: Múzeumok Éjszakája Tuzson kiállítás, DunArt Galéria, helyszíni tudósítás –Telekeszi TV, 7” 46’ 2014. július 1.
- DOBAY Márta: Tuzson, állami kitüntetésben részesült, műtermi riport –Telekeszi TV, 11” 58’ 2015. március 16.
- DOBAY Márta: Tuzson, MAOE Harmónia szakmai elismerés, stúdióbeszélgetés –Telekeszi TV, 11” 35’ 2015. december 18.
- MANGOL Tamás: T’art almas kulturális magazin, Tuzson portréfilm–stúdióbeszélgetés I. –Telekeszi TV, 24” 52’ 2017. március 11.
  - DOBAY Márta: Tuzson az MMA tagja lett, műtermi riport –Telekeszi TV, 7” 02’ 2017. április 19.
- DOBAY Márta: Tuzson, MAOE Káosz és rend szakmai elismerés, műtermi riport –Telekeszi TV, 12” 40’ 2017. október 19.
- BABJÁK Annamária: T’art almas kulturális magazin, Tuzson portréfilm–stúdióbeszélgetés II. –Telekeszi TV, 24” 51’ 2018. szeptember 12.
- DOBAY Márta: Tuzson a Magyar Kultúra Lovagja, Stefánia Palota, helyszíni tudósítás, riport –Telekeszi TV, 7” 49’ 2019. január 19.

PUBLIKÁCIÓK:
- TUZSON–BERCZELI Péter: Megőrzött pillanatok – Molnár György kiállítása, Dunakeszi Polgár városi magazin, 2013. május
- TUZSON–BERCZELI Péter: Holtágon lépésről… – Duna MAOE katalógus, alkotói ars poetica, Budapest, 2014
- TUZSON–BERCZELI Péter: Szőttes iszákja… – Szülőföld MAOE katalógus, alkotói ars poetica, Budapest, 2015
- TUZSON–BERCZELI Péter: Minden útnak… – Utak MAOE katalógus, alkotói ars poetica, Budapest, 2016
- TUZSON–BERCZELI Péter: A Bucsin árnyékában… – Kapu MAOE katalógus, alkotói ars poetica, Budapest, 2017
- TUZSON–BERCZELI Péter: Gondolatok Sárkány Győző rajzairól – Bálványok Bukása– 500 éves a reformáció. 50 rajz – 50 gondolat, Budapest, 2017
- TUZSON–BERCZELI Péter: Esti mesét markoló… – Család MAOE katalógus, alkotói ars poetica, Budapest, 2018
- TUZSON–BERCZELI Péter: Álmomban… – Ihlet MAOE katalógus, alkotói ars poetica, Budapest, 2019
- TUZSON–BERCZELI Péter: A DunArt alapítójáról katalógusajánló – Peti Sándor, Önvetület, Dunakeszi, 2019

## Külső hivatkozások
- Tuzson-Berczeli Péter honlapja
- https://web.archive.org/web/20170715225108/http://www.40plusz.hu/Hircentrum/Arcok-kozulunk/A-termekeny-orokos-ketely-elengedhetetlen/cikk/1128/
- http://www.szentesinfo.hu/mozaik/2003/calendar/jelesnapok-08.htm#01
- https://artportal.hu/lexikon-muvesz/tuzson-berczeli-peter-6709/ Archiválva 2018. szeptember 13-i dátummal a Wayback Machine-ben
- https://web.archive.org/web/20160318065509/http://www.muveszetek.hu/datumok/08/0801.htm
- https://web.archive.org/web/20170715012705/http://antikregiseg.hu/muvesz_adatbazis/tuzson-berczeli_peter_festo__1966__8211____eletrajza.php
- https://web.archive.org/web/20171228134116/http://www.muveszetek.hu/kepzomuv/kmuvesz.htm
- https://web.archive.org/web/20170714090625/http://www.basis-wien.at/db/person/101548
- https://web.archive.org/web/20141219232448/http://tuzson-berczeli-peter.festmenyvetel.hu/alkoto/index/Tuzson-Berczeli_Peter
- https://web.archive.org/web/20180913112435/https://budapestaukcio.hu/tuzson-berczeli-peter/festo
- https://www.youtube.com/user/muteremgaleria#p/u
- Wehner Tibor: Tuzson-Berczeli Péter; HUNGART Egyesület, Budapest, 2021